# Provincias de Francia

Los antiguos gobiernos militares de Francia (1789).

En Francia, bajo el Antiguo Régimen, provincia era el término para designar a los diferentes territorios de los que estaba compuesto el reino, hasta su desmantelamiento por la Asamblea Nacional y la creación de las divisiones administrativas departamentales en 1790.
Hoy, el término provincia sigue siendo utilizado para designar los grupos geográficos regionales que se derivan de él, y que preservan una identidad cultural y lingüística.
Tomado de las instituciones del Imperio romano, la palabra apareció en el siglo XV y se ha extendido tanto en los actos oficiales como en el uso popular o común. Cualquiera que sea el siglo o el diccionario consultado, la definición de la palabra a menudo sigue siendo vaga, debido a la coexistencia de varios sistemas de divisiones territoriales bajo el Antiguo Régimen. Algunos geógrafos, incluso algunos de los más famosos como Onésime Reclus, han criticado ampliamente la idea de provincias e identidad provincial, a veces negando que la palabra cubra cualquier realidad tangible. De hecho, las numerosas listas y mapas que enumeran las provincias de Francia no son ni superpuestas ni comparables. El hecho es que la toponimia de una serie de subdivisiones territoriales del Antiguo Régimen se refiere a los ciudadanos galos.
Antes de la Revolución, Francia estaba formada por circunscripciones territoriales derivadas de la historia, la geografía y los asentamientos, que diferían según los diferentes poderes ejercidos allí, con diferentes categorías como metrópolis, provincias, diócesis, ducados, baronías, gobiernos, estados, elecciones, generalidades, mayordomías, parlamentos, países, bailías, seneschals, etc. Seguido de un nombre de región que a menudo era el mismo sin cubrir la misma extensión geográfica. Por lo tanto, la jurisdicción del Parlamento de Artois no correspondía al mismo territorio que el gobierno de Artois o la administración de Artois.
La Asamblea Constituyente de 1789, habiendo abolido durante la noche del 4 de agosto todos los derechos y costumbres propios de las diferentes regiones (que también se llamaban privilegios como los de las clases, la nobleza y el clero), decidió instituir una división uniforme del territorio, los departamentos, y que esta división sería la misma para las diferentes funciones del estado: militar, religioso, fiscal, administrativo, universitario, judicial, etc. La ciudad elegida como capital de cada departamento debería haber concentrado los asientos de cada una de estas funciones y tener al mismo tiempo una prefectura, un tribunal, una universidad, un lugar militar, un obispado, una cartera, una feria, un hospital, etcétera. Las protestas de las ciudades que siempre habían cumplido con estas funciones, y que por lo tanto se vieron despojadas, impidieron ejecutar completamente este plan.
Los nombres de las antiguas provincias todavía son utilizados por los geógrafos, los políticos y por sus habitantes para expresar una herencia cultural e histórica común, todavía muy viva. Varias regiones administrativas francesas llevan sus nombres.

## Civitatesde los pueblos galos: la noción más antigua
"Es digno de mención que los antiguos estados gálicos han conservado, hasta muy cerca, su nombre, sus límites y una especie de existencia moral en los recuerdos y afectos de los hombres. Ni los romanos, ni los alemanes, ni el feudalismo, ni la monarquía destruyeron estas unidades perennes; todavía se encuentran en las provincias y países de la actual Francia."
Fustel de Coulanges

Mapa de Galia alrededor del año 58 a. C.

La Galia estaba ocupada por cincuenta y cuatro pueblos principales, más de cien pueblos particulares (300 para Flavio Josefo), a veces muy diferentes entre sí. Julio César llama a cada uno de estos estados independientes civitas (ciudad, si bien esta palabra en este caso no se refiere a la idea moderna de ciudad o pueblo), algunos de ellos subdivididos en pagi. Muchos pequeños pueblos galos eran clientes de sus vecinos, por lo que estaban bajo su control, a veces rindiendo tributo. Estas confederaciones, de las cuales las más conocidas son las de los arvernos, los heduos, los armoricanos, formaron provincias de alguna manera antes de la reorganización romana. Las ciudades galas, con su territorio y el nombre que se le dio a su ciudad principal, se convirtieron bajo el Imperio inferior en diócesis; su condición de manos muertas que los hizo escapar de la división de los dominios patrimoniales explica su conservación casi intacta hasta el final del Antiguo Régimen. Posteriormente, estos grupos fueron asumidos y reagrupados en parte para constituir las generalidades, luego los departamentos, pero reemplazando sus antiguos nombres étnicos (por ejemplo, Poitou = país de los pictones, Auvernia = país de arvernos, Rouergue = país de los rutenios, Périgord = país de los petrocores, etc.) por un nombre de geografía física (dando respectivamente los departamentos de Vienne, Puy-de-Dome, Aveyron, Dordogne, etc.).

## Provincias romanas: la organización tras la conquista
La etimología latina del término provinci nos informa sobre su significado primario: pro vincere, por la conquista. Cada provincia romana de la Galia tenía una definición legal precisa, límites claramente definidos y estructuras administrativas codificadas. El número de estas provincias, sus organizaciones y sus límites han variado mucho en cinco siglos; cada una fue dirigido por un procónsul o un propietario. César, además de Provenza, ya romana, dividió la Galia en tres provincias: Aquitania, Bélgica y Celta. En cuatro siglos de dominación romana, su número aumentó de tres a once, un aumento debido tanto a la expansión del imperio como a la disminución del tamaño con el desmembramiento de las entidades originales: Germania Superior e Inferior, Lugdunense, Aquitania, Bélgica Superior e Inferior, Narbonense, Novempopulanie, Sequanaise, Viennese, Alpes Cocios, Alpes Marítimos, Alpes Grayos y los Alpes Peninos. Estas provincias se subdividieron en ciudades (civitas o civitates en plural) cuyo número pasó de 33 a 113.

## Provincias eclesiásticas: diócesis inspiradas en lascivitatesgalas

Provincias eclesiásticas francesas en 2002.

Las metrópolis son los territorios bajo la jurisdicción de un arzobispo metropolitano, también llamado provincias porque provienen de las homónimas romanas cuyos primeros obispos fueron responsables de la administración durante la caída del Imperio romano.
Son diócesis constituidas que, según el mismo proceso, han sucedido a las antiguas civitas o ciudades galas romanizadas, y que casi siempre han mantenido el nombre de un antiguo pueblo galo, también dado a la ciudad principal de la diócesis. Las diócesis estaban formadas por parroquias, grupos de habitantes que podían reunirse en la misma iglesia, cuyos nombres y límites se conservaron en las 36,000 comunas francesas.
Las circunscripciones eclesiásticas, debido a su condición de manos muertas, son las circunscripciones territoriales más antiguas y estables, desde la antigüedad tardía hasta la revisión general de 1802. Estas 130 circunscripciones siguen actualmente agrupadas en los 90 departamentos. Y en sus principales ciudades, aunque sus etnónimos han sido reemplazados por nombres de geografía física: ríos, valles, montañas, costas.

## Provincias judiciales: Parlamentos, bailías y senescalías
En función de sus derechos, sus costumbres y sus idiomas, el territorio del reino se dividía, por un lado, en un país de derecho escrito (aproximadamente al sur de una línea La Rochelle-Ginebra) y, por otro lado, en un país de derechos consuetudinarios (al norte de esta línea).
Cada uno de estos conjuntos incluía varios parlamentos que eran tribunales de apelación cuyas jurisdicciones formaban tantas provincias judiciales y a las que pertenecían todas las jurisdicciones reales, bailías y senescalías. Se componían de varios países, cada uno de los cuales correspondía a una costumbre general, o incluso particular, correspondiente a antiguas vici que conservan las costumbres locales. Por lo tanto, la senescalía de Quercy se compone de cinco bailías secundarias, que corresponden a cinco antiguas viguerías.

## Provincias tributarias: Países del Estado, elecciones, generalidades y administración
Algunos autores intentan equiparar el concepto de provincia con el de generalidad. Sin duda, los conceptos coinciden ocasionalmente cuando, precisamente, el alcance de una generalidad se superpone más o menos con el de una entidad territorial más antigua. Pero no podemos ver la sinonimia: nadie usará el término provincia para designar las generalidades de Auch o de Soissons.

## Provincias militares: de grandes feudos a 36 gobiernos

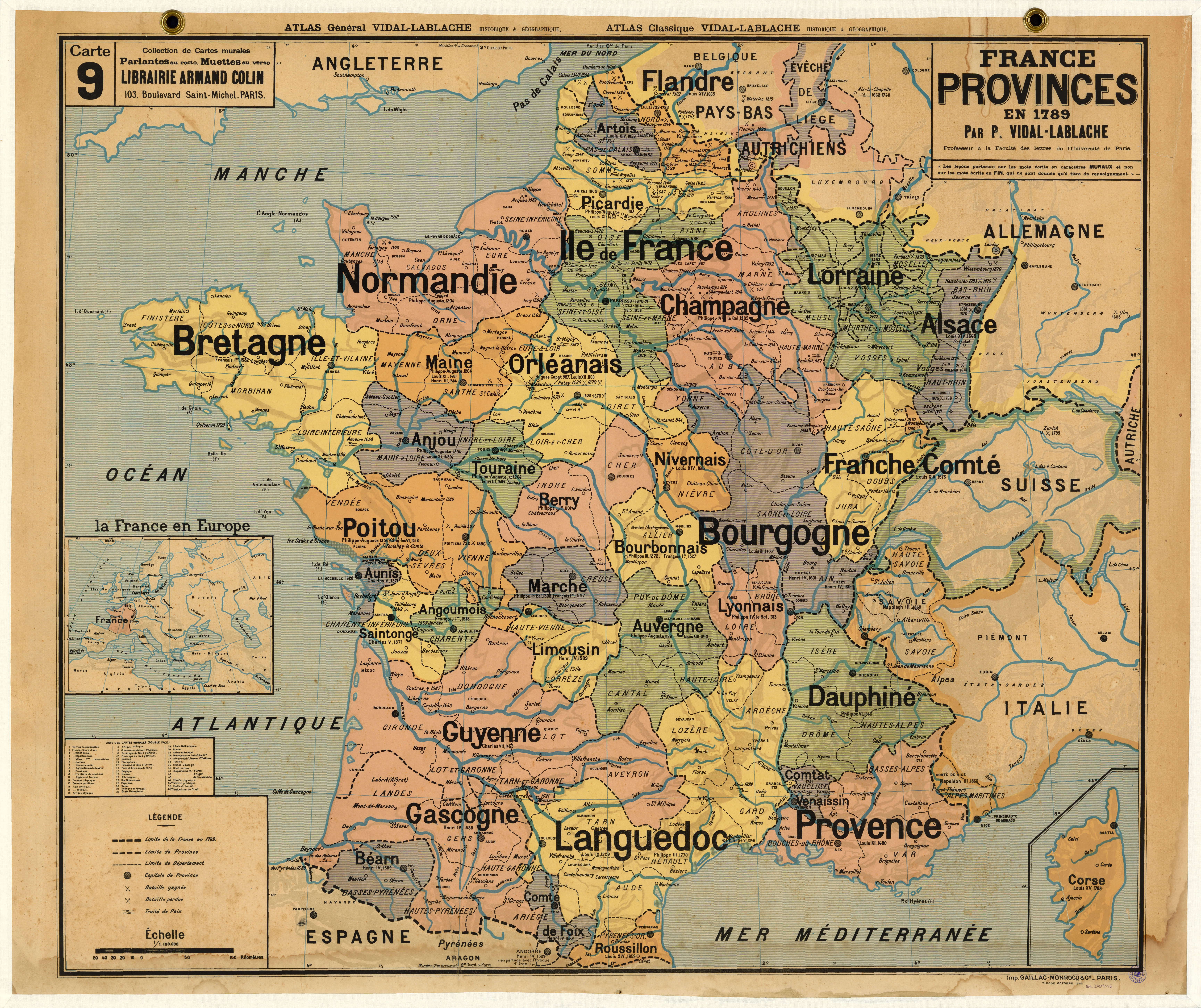
Los departamentos franceses (1791) y los límites de las antiguas provincias, por Vidal-Lablache

Estas son las feudos que dependen directamente de la corona (ducados, condados y mercados) y que le debían ayuda militar. Además del Ducado de Francia que se convirtió en dominio real, los primeros seis grandes feudos tenían el título de nobleza:
- Los tres ducados de Aquitania o Guyena, Borgoña, Normandía.
- Los tres condados de Tolosa, Flandes y Champaña (alrededor de 1212).

Sus titulares eran considerados electores del rey de Francia, junto con los otros seis pares eclesiásticos:
- Los tres obispos-duques de Reims, Laon, Langres.
- Los tres obispos de Beauvais, Châlons y Noyon (de origen merovingio).

El número de grandes feudos varía con la historia (herencias, confiscaciones, conquistas, pérdidas, tratados) y aumenta con la vinculación final del condado de Provenza, el ducado de Anjou, el ducado de Borgoña, el ducado de Bretaña, el ducado de Lorena, etc. Algunas de estas provincias son el simple regreso a la corona de un antiguo feudo como el ducado de Borgoña. Otros son adquisiciones reales como el ducado de Saboya, Córcega, el condado Venesino o el condado de Niza que pertenecieron al Imperio o la Santa Sede.
A diferencia de las provincias eclesiásticas, su extensión varía en el curso de la historia según las posesiones de sus titulares, o los cambios políticos. Así, el ducado de Gascuña desapareció en el siglo XII; El ducado de Normandía estaba dividido en dos gobiernos militares.
Los "treinta y seis gobiernos" corresponden, en los tiempos modernos, a las provincias de las que dependían todos los feudos, que son tantos distritos territoriales para la defensa y la policía, el levantamiento de ejércitos, la construcción de plazas, arsenales y castillos, los jueces de armas, y por lo tanto también todas las cuestiones de nobleza, armaduras, etc.
Al final del Antiguo Régimen, sin contar los territorios de ultramar como las islas francesas de América, Puducherry, Mauricio o Nueva Francia, había treinta y seis regiones con un gobernador a cargo de la defensa y llamados gobiernos. Cada uno de ellos tenía su propia nobleza.
Estos treinta y seis gobiernos corresponden, con las regiones adscritas a Francia desde 1791, a lo que ahora se llaman las "antiguas provincias de Francia".

## Lista de antiguas provincias de Francia
Las provincias, es decir, los distritos militares de Francia antes de la Revolución (1 a 34), así como las regiones adjuntas después de la Revolución (35 a 40). Las capitales de provincia están entre paréntesis y aparecen en negrita cuando eran sede de un parlamento provincial (corte de justicia soberana).
| Número | Mapa                | Escudo              | Denominación     | Estatus                   | Capital                           | Información                                                                                             |
| ------ | ------------------- | ------------------- | ---------------- | ------------------------- | --------------------------------- | --- |
| 1      | Île-de-France       | Île-de-France       | Isla de Francia  | Provincia                 | París                             | Dominio directamente bajo la autoridad del rey de Francia                                               |
| 2      | Berry               | Berry               | Berry            | Provincia                 | Bourges                           | Dominio real en 1101                                                                                    |
| 3      | Orléanais           | Orléanais           | Orleanesado      | Provincia                 | Orleans                           | Creado a partir del Condado de Orleans (dominio real en 1498).                                          |
| 4      | Normandie           | Normandie           | Normandía        | Ducado                    | Ruan                              | Ducado de Normandía creado en 911 (dominio real en 1204).                                               |
| 5      | Languedoc           | Languedoc           | Languedoc        | Provincia                 | Tolosa                            | Creado a partir del Condado de Tolosa (dominio real en 1271).                                           |
| 6      | Lyonnais            | Lyonnais            | Lionesado        | Provincia                 | Lyon                              | Creado a partir del Condado de Lyon (anexado a Francia en 1313).                                        |
| 7      | Dauphiné            | Dauphiné            | Delfinado        | Provincia                 | Grenoble                          | Creado a partir del Delfinado de Viennois (anexado a Francia en 1349).                                  |
| 8      | Champagne           | Champagne           | Champaña         | Provincia                 | Troyes                            | Creado a partir del Condado de Champaña (dominio real en 1361).                                         |
| 9      | Aunis               | Dauphiné            | Aunis            | Provincia                 | La Rochela                        | Feudo de Aquitania (1371).                                                                              |
| 10     | Saintonge           | Saintonge           | Saintonge        | Condado                   | Saintes                           | Feudo de Aquitania (1371).                                                                              |
| 11     | Poitou              | Poitou              | Poitou           | Provincia                 | Poitiers                          | Feudo de Aquitania (1416).                                                                              |
| 12     | Aquitaine           | Aquitaine           | Aquitania        | Provincia, después ducado | Burdeos                           | Creado a partir del Ducado de Aquitania (anexado a Francia en 506). Ducado de Guyena y Gascuña en 1789. |
| 13     | Bourgogne           | Bourgogne           | Borgoña          | Ducado                    | Dijón                             | Creado a partir del Reino de Borgoña (1477).                                                            |
| 14     | Picardie            | Picardie            | Picardía         | Provincia                 | Amiens                            | (1482)                                                                                                  |
| 15     | Anjou               | Anjou               | Anjou            | Ducado                    | Angers                            | (1482)                                                                                                  |
| 16     | Provence            | Provence            | Provenza         | Condado                   | Aix                               | Creado a partir del Condado de Provenza (1482)                                                          |
| 17     | Angoumois           | Angoumois           | Angoumois        | Condado                   | Angulema                          | Feudo de Aquitania (1514).                                                                              |
| 18     | Bourbonnais         | Bourbonnais         | Borbonés         | Provincia                 | Moulins                           | Creado a partir del Ducado de Borbón (dominio real en 1527).                                            |
| 19     | Marche              | Marche              | Marche           | Condado                   | Guéret                            | Creado a partir del Condado de la Marche (dominio real en 1527).                                        |
| 20     | Bretagne            | Bretagne            | Bretaña          | Provincia                 | Rennes                            | Creado a partir del Reino y posterior Ducado de Bretaña (dominio real en 1532).                         |
| 21     | Maine               | Perche              | Maine y Perche   | Condado                   | Le Mans                           | Unión de los condados de Maine y Perche (dominio real en 1584).                                         |
| 22     | Touraine            | Touraine            | Turena           | Provincia                 | Tours                             | (1204)                                                                                                  |
| 23     | Limousin            | Liousin             | Limosín          | Provincia                 | Limoges                           | (1589)                                                                                                  |
| 24     | Comté de Foix       | Comté de Foix       | Foix             | Condado                   | Foix                              | (1607)                                                                                                  |
| 25     | Auvergne            | Auvergne            | Auvernia         | Condado                   | Clermont-Ferrand                  | Creado a partir del Condado de Auvernia (dominio real en 1457).                                         |
| 26     | Béarn               | Béarn               | Bearne           | Provincia                 | Pau                               | Creado a partir del vizcondado de Bearne (dominio real en 1620).                                        |
| 27     | Alsace              | Alsace              | Alsacia          | Provincia                 | Estrasburgo, parlamento en Colmar | Creado a partir del Landgraviato de la Alta Alsacia (anexado por Francia en 1648).                      |
| 28     | Artois              | Artois              | Artois           | Condado                   | Arrás                             | Creado a partir del Condado de Artois.                                                                  |
| 29     | Roussillon          | Roussillon          | Rosellón         | Provincia                 | Perpiñán                          | (1659)                                                                                                  |
| 30     | Flandre             | Flandre             | Flandes y Henao  | Provincia                 | Lila, parlamento en Douai         | Creado a partir de los territorios de los condados de Flandes y Henao reanexados por Francia en 1668.   |
| 31     | Franche-Comté       | Franche-Comté       | Franco Condado   | Condado                   | Besanzón                          | Tiene origen en el Franco Condado de Borgoña (anexado por Francia en 1678).                             |
| 32     | Lorraine-et-Barrois | Lorraine-et-Barrois | Lorena y Barrois | Gobernatura               | Nancy, parlamento en Metz         | Reunión de la antigua provincia de Tres Obispados (Metz): (FR: 1648) y ducados de Lorena y Bar (Nancy). |
| 33     | Corse               | Corse               | Córcega          | Provincia insular         | Ajaccio, parlamento en Bastia     | Antigua posesión de la República de Génova (anexada por Francia en 1769).                               |
| 34     | Nivernais           | Nivernais           | Nivernés         | Ducado                    | Nevers                            | Dominio real en 1789.                                                                                   |

Territorios de la actual Francia metropolitana que no pertenecieron al Reino de Francia:
| Número | Mapa                                  | Escudo                                | Denominación                        | Estatus               | Capital           | Información |
| ------ | ------------------------------------- | ------------------------------------- | ----------------------------------- | --------------------- | ----------------- | --- |
| 35     | Comtat Venaissin                      | Comtat Venaissin                      | Condado Venesino                    | Estado Pontificio     | Carpentras        | Feudo del Papa (1791), más la ciudad de Aviñón, también una feudo pontificio. El Principado de Orange había sido anexado a Francia en 1713. |
| 36     | République de Mulhouse                | République de Mulhouse                | Mulhouse                            | Ciudad Imperial Libre | Mulhouse          | Aliado con la Antigua Confederación Suiza (1798).                                                                                           |
| 37     | Duché de Savoie                       | Duché de Savoie                       | Saboya                              | Ducado                | Chambery          | Territorio del Estado de Saboya (1860), feudo del Reino de Cerdeña (véase condado y ducado de Saboya.                                       |
| 38     | Comté de Nice                         | Comté de Nice                         | Niza                                | Condado               | Niza              | Territorio del Estado de Saboya (1860) y feudo del Reino de Cerdeña.                                                                        |
| 39     | Principauté de Montbéliard            | Principauté de Montbéliard            | Montbéliard                         | Principado            | Montbéliard       | Feudo de Württemberg (1793) |
| 40     | Villes libres de Menton et Roquebrune | Villes libres de Menton et Roquebrune | Villas libres de Mentón y Rocabruna | Ciudades libres       | Mentón, Rocabruna | (1861) |